# CSV Apeldoorn
CSV Apeldoorn is een Nederlandse amateurvoetbalvereniging uit Apeldoorn in de provincie Gelderland. De clubkleuren zijn rood en geel.

## Geschiedenis
Vlak na de tweede wereldoorlog op 1 juni 1946 werd de vereniging opgericht als fusieclub van de voetbalclubs DETO (opgericht in 1931) en Gazelle (opgericht in 1934). Aanvankelijk was CSV Apeldoorn een omnisportvereniging. Naast voetbal ontstonden een tafeltennis en volleybal afdeling. Na afsplitsing, fusies en naamsveranderingen zijn zowel de volleyballers van SV Dynamo als de tafeltennissers van TTV de Veluwe verschillende keren kampioen van Nederland geweest in hun takken van sport.
Het eerste seizoen voetbalde de club op het veld van de ambachtschool aan de Auroralaan. Het jaar erop op een gemeentelijk veld aan de Frankenlaan. Van 1948 tot 1951 werd gebruik gemaakt van de faciliteiten van de landelijke rijvereniging op Kerschoten. Vanaf 1951 speelt men aan de Jachtlaan tot men in 1958 een laatste maal verhuisd naar het Orderbos.

## Algemeen
Het sportcomplex van de club ligt op Sportpark Orderbos en omvat vijf velden, waaronder drie kunstgrasvelden. Op het hoofdveld ligt kunstgras en er staat een tribune met bijna 450 zitplaatsen. CSV Apeldoorn heeft circa 1200 leden en telt vele senioren (waaronder 35+ teams), junioren, pupillen en zaalvoetbalteams. 

## Standaardelftal
Het standaardelftal promoveerde op 1 mei 2010 naar de nieuw opgerichte Topklasse, de hoogste klasse in het amateurvoetbal. Na een seizoen degradeerde het via promotie/degradatiewedstrijden terug naar de Hoofdklasse, waar het tot de degradatie in 2019 in speelde. In 2022 werd gepromoveerd naar de Vierde Divisie, de nieuwe naam van de Hoofdklasse. Handhaven in de Vierde Divisie lukt nog niet, want er werd na twee promoties ook twee keer direct weer gedegradeerd, waardoor het standaardelftal in het seizoen 2025-26 weer in de Eerste klasse zal uitkomen.  

### Erelijst

#### Titels
kampioen 1e klasse: 2002, 2009, 2022, 2024
kampioen 2e klasse: 1997
kampioen 3e klasse: 1993
kampioen 4e klasse: 1952, 1971, 1979
winnaar KNVB beker voor amateurs: 1954
winnaar Districtsbeker Oost: 2017

#### Bijzonderheden
Promotie naar Derde Divisie: 2010

#### KNVB beker
2010/11, 1e ronde : vrijgeloot
   2e ronde : CSV Apeldoorn – VV Gemert 0-1
2017/18, 1e ronde : CSV Apeldoorn – Willem II    2-4
2023/24, 1e kwal.r.: CSV Apeldoorn – ODIN '59   1-0 n.v.
2e kwal.r.: CSV Apeldoorn – OJC Rosmalen 1-3

### Competitieresultaten 1947–heden
| 9 |

| 9 |

| 6 A |

| 7 A |

| 2 A |

| 1 A |

| 2 |

| 2 |

| 3 |

| 3 |

| 9 |

| 6 A |

| 6 B |

| 8 B |

| 5 |

| 2 |

| 4 B |

| 10 A |

| 7 B |

| 8 C |

| 11 C |

| 8 D |

| 11 C |

| 11 A |

| 1 A |

| 12 A |

| 8 B |

| 4 B |

| 4 B |

| 2 B |

| 9 B |

| 2 B |

| 1 B |

| 7 A |

| 7 A |

| 3 A |

| 2 A |

| 4 A |

| 9 A |

| 2 A |

| 2 A |

| 3 A |

| 2 A |

| 4 A |

| 4 B |

| 4 B |

| 1 A |

| 11 D |

| 8 D |

| 12 D |

| 1 I |

| 8 D |

| 2 D |

| 6 D |

| 2 D |

| 1 D |

| 10 C |

| 13 C |

| 8 D |

| 3 D |

| 4 D |

| 2 D |

| 1 D |

| 3 C |

| 13 |

| 3 C |

| 11 A |

| 7 C |

| 7 C |

| 8 C |

| 4 B |

| 12 B |

| 14 B |

| -- D |

| -- D |

| 1 D |

| 14 B |

| 1 G |

| 15 D |

| Derde Divisie | Hoofdklasse/4e Divisie | Eerste klasse | Tweede klasse | Derde klasse | Vierde klasse |

Seizoenen 2019/20 en 2020/21 werden stopgezet vanwege de coronapandemie
In elke staaf van de grafiek staat van boven naar beneden vermeld: 
- Eindnotering

Dit is de positie die de club heeft bereikt in de competitie, zonder eventuele beslissings-, play-off- of nacompetitiewedstrijden die nodig zijn geweest om bijvoorbeeld de kampioen van de competitie te bepalen.
Indien een * achter het getal staat is de notering een tussenstand en kan het zijn dat de notering niet overeenkomt met de uiteindelijke eindstand van de competitie.
Staat er een - dan is het seizoen nog bezig en is er geen definitieve uitslag bekend.
Staat er xx op de positie van de notering, dan heeft de club vroegtijdig de competitie verlaten. Dit kan onder andere komen door terugtrekking van het team, faillissement van de club of door een uitgedeelde straf van de KNVB. In veel gevallen staat elders in het artikel de reden vermeld.
Staat er een ? dan is het resultaat uit het verleden onbekend, en is alleen de competitie of het niveau bekend van dat seizoen.
In de seizoenen 2019/20 en 2020/21 werd wegens de coronacrisis het amateurvoetbal afgebroken. Daardoor kennen deze staven geen eindklassering (middels -- weergegeven).
- Competitieniveau en afdelingsletter of Officiële eindstand Eredivisie
  - Competitieniveau en afdelingsletter

Hierbij geeft het getal het niveau weer, dat ook terug te vinden is in de legenda. De letter is de afdelingsaanduiding en wordt gebruikt wanneer er meer afdelingen zijn op hetzelfde niveau. De afdelingsletter is altijd een hoofdletter en wordt meestal zonder nummer gebruikt.
Voorbeeld: 2F is niveau 2e klasse competitie F.
Het competitieniveau en nummer wordt niet vermeld wanneer er slechts één competitie van dit niveau was.
  - Officiële eindstand Eredivisie (getal staat tussen haakjes vermeld)

Sinds de introductie van play-offwedstrijden voor Europees voetbal na afloop van de reguliere competitie in 2005/06, is de KNVB verplicht een eindstand van de Eredivisie door te geven aan de UEFA aan de hand van deze play-offwedstrijden.
Bij deze eindstand staan clubs die zich hebben gekwalificeerd voor Europees voetbal hoger dan clubs die zich niet wisten te kwalificeren. Indien er geen verschil was tussen de eindnotering en de officiële eindstand, staat dit getal niet vermeld.

- Onderafdeling

Hier staat afgekort de naam van de onderafdeling indien de club in dat jaar in een onderafdeling uitkwam. Tevens staat deze afkorting in de legenda en wordt gelinkt naar het artikel over deze onderafdeling. Deze afkorting wordt alleen vermeld wanneer de club in het verleden in verschillende onderafdelingen heeft gespeeld. Deze vermelding is in de staaf altijd in kleine letters. Deze onderafdelingen zijn na het seizoen 1995/96 afgeschaft. Heeft de club in slechts één onderafdeling gespeeld, dan is dit alleen terug te vinden in de legenda.
Onder de staaf staat het jaartal vermeld waarin het seizoen is afgesloten. 15 verwijst naar het seizoen 2014/15 of eventueel het seizoen 1914/15.
Wanneer een staaf leeg is, zijn deze gegevens niet bekend. Het kan ook zijn dat de club dat seizoen niet heeft meegespeeld op het hogere amateurniveau, vroegtijdig de competitie heeft verlaten of uit de competitie is gezet.

In het seizoen 1944/45 was er wegens de Tweede Wereldoorlog geen regulier competitievoetbal.
CSV Apeldoorn ligt in District Oost

## Samenwerking PEC Zwolle
CSV Apeldoorn had een samenwerkingsovereenkomst met PEC Zwolle. Het doel van de samenwerking was om getalenteerde jeugdspelers kansen te bieden hun talenten optimaal te ontwikkelen.
In september 2022 veranderde CSV Apeldoorn van partnerclub of clubs. Het ging een samenwerkingsovereenkomst aan met zowel Vitesse als Go Ahead Eagles.

## Bekende (oud-)spelers
- Uğur Yıldırım
- Jochem de Weerdt
- Jeroen Drost
- Jurrick Juliana
- Mark Fennebeumer
- Peter de Waal
- Jamarro Diks
- Marit Auée
- Loyce Speelman

## Bekende (oud-)trainers
- John van Loen
- Peter Boeve
- Jan Kromkamp

AGOVV · UVV Albatross · Alexandria · CSV Apeldoorn · ASV Apeldoornse Boys · VV Beekbergen · AVV Columbia · ASV Groen Wit '62 · SC Klarenbeek · VV Loenermark (Loenen) · SV Orderbos · SV Prins Bernhard (Uddel) · Robur et Velocitas · VV TKA · Victoria Boys · SV V en L De Vecht · WSV · WWNA · ZVV '56

Voormalige clubs: A.V.C. · SV Beatrix (Hoenderloo)